# Mordet på Julius Cæsar
Mordet på Julius Cæsar blev udført af en gruppe senatorer på Ides af marts (15. marts) i 44 f.Kr. under et møde i Senatet ved Pompejus' curia i Pompejus' Teater i Rom, hvor senatorerne stak Cæsar 23 gange. De hævdede at handle på baggrund af frygt for, at Cæsars hidtil usete magtkoncentration under hans diktatur underminerede den Romerske Republik. Mindst 60 til 70 senatorer var del af sammensværgelsen, som var ledet af Marcus Junius Brutus, Gajus Cassius Longinus og Decimus Junius Brutus Albinus. 
Til trods for Cæsars død var de sammensvorne ude af stand til at genoprette republikkens institutioner. Mordet ledte til, at Cæsar blev en martyr. Ligeledes afstedkom mordet Befriernes Borgerkrig, som førte til en sejr fortriumviri (de cæsarianske). I sidste ende sejrede Octavian over de to andre triumviri (Antonius og Lepidus) og koncentrerede magten om sig selv. Ocativan fik herefter tildelt titlen Augustus i 27 f.Kr., som normalvis accepteres at være datoen, der markerer enden på den Romerske Republik og begyndelsen på Principat-perioden for det Romerske Kejserrige.

## Baggrund
Cæsar havde tidligere tjent som romersk konsul i 59 f.Kr., hvor han havde haft en uformel alliance – kendt som det Første Triumvirat – med to af de mest magtfulde personer i Rom: Pompejus og Crassus. Under hans periode som konsul var det lykkes Cæsar at gennemtrumfe forskellige reformer, men han havde samtidig skabt sig en masse politiske fjender i blandt den konservative del af Senatet. Cæsar sikrede sig derfor, mod slutningen af sin periode som konsul, ét efterfølgende guvernørskab over Gallien. Under dette guvernørskab sejrede Cæsar under Gallerkrigene (58–50 f.Kr.) og lykkes med at erobre hele den galliske regionen (omtrent svarende til nutidens Frankrig). I 50 f.Kr. havde Cæsar derfor ikke alene opbygget sig en stor politisk base i Rom, men han havde ligeledes opbygget sig en stærk hær – bestående af mange erfarne legioner, der havdekæmpet under Cæsars ledelse i Gallien i mange år.
Som reaktion på Cæsars stigende magt, havde det konservative Senat krævet, at Cæsar opløste sin hær og vendte hjem som civil – dette nægtede Cæsar dog. I stedet krydsede Cæsar Rubicon-floden med sin hær, hvilket kastede Rom ind i en borgerkrig (49–45 f.Kr.). Han besejrede her sine modstandere og blev Roms altoverskyggende mest magtfulde person. Cæsar blev første gang udpeget diktator i 49 f.Kr., hvilket var en embede han efterfølgende løbende fik forlænget og/eller genudpeget til. Det sluttede med, at han blev udnævnt til dictator perpetuo ("diktator i evighed") i begyndelsen af 44. f.Kr.

## Årsager til mordet
Den romerske historiker Titus Livius beskriver tre hændelser, der fandt sted fra 45 til 44 f.Kr. som de primære årsager til Cæsars mord – de såkaldte "tre sidste strå" for nogle romere.

Den første hændelse fandt sted i december 45 f.Kr. eller muligvis tidligt i 44 f.Kr. I henhold til den romerske historiker Cassius Dio besluttede Senatet, efter at have stemt for at tildele Cæsar et stort antal æresbevisninger, at præsentere disse hædersbeviser for ham formelt. Senatorerne marcherede derfor som en delegation til Templet for Venus Genetrix. Da de ankom, krævede etikette, at Cæsar skulle rejse sig for at hilse på senatorerne, men han rejste sig ikke. Han jokede også med deres nyheder og sagde, at hans æresbevisninger skulle skæres ned i stedet for at blive øget. Den romerske historiker Sveton skrev (næsten 150 år senere), at Cæsar undlod at rejse sig i Templet, enten fordi han blev tilbageholdt af konsulen Lucius Cornelius Balbus, eller fordi han veg tilbage for forslaget om at rejse sig. Uagtet ræsonnementet gav Cæsar det indtryk, at han ikke længere brød sig om Senatet, idet han praktisk talt afviste en senatorisk gave og ikke anerkende delegationens tilstedeværelse med ordentlig etikette.
Den anden hændelse fandt sted i 44 f.Kr. En dag i januar opdagede tribunerne Gaius Epidius Marullus og Lucius Caesetius Flavus et diadem på hovedet af statuen af Cæsar på Rostra i Forum Romanum. I henhold til Sveton beordrede tribunerne, at kransen skulle fjernes, da den var et symbol på Jupiter og kongelighed. Ingen vidste, hvem der havde anbragt diademet, men Cæsar havde en mistanke om, at tribunerne havde sørget for, at det dukkede op, så de kunne få æren af at fjerne det. Sagerne eskalerede kort efter den 26. januar, da Cæsar red til hest til Rom ad Via Appia. Nogle få medlemmer af mængden hilste ham som rex ("konge"), hvortil Cæsar svarede: "Jeg er ikke Rex, men Cæsar" ("Non sum Rex, sed Cæsar"). Dette var et ordspil; "Rex" var et familienavn såvel som en latinsk titel. Marullus og Flavus – de førnævnte tribuner – begejstrede og beordrede manden, der først havde råbt "rex", arresteret. I et senere møde i Senatet anklagede Cæsar tribunerne for at forsøge at skabe modstand mod ham og fik dem fjernet fra deres embede og udelukket fra Senatet. De romerske plebejere tog deres tribuner alvorligt som repræsentanter for det almindelige folk; Cæsars handlinger mod tribunerne satte ham på den forkerte side af den offentlige mening.
Den tredje hændelse fandt sted ved festivalen Lupercalia, den 15. februar 44 f.Kr. Marcus Antonius, som var blevet valgt til medkonsul med Cæsar, klatrede op på Rostra og placerede et diadem på Cæsars hoved og sagde: "Folket giver dig dette gennem mig." Mens nogle få medlemmer af folkemængden klappede, reagerede de fleste med tavshed. Cæsar fjernede diademet fra sit hoved; Antonius placerede den igen på ham, kun for at få det samme svar fra mængden. Til sidst lagde Cæsar det til side og brugte det som et offer til Jupiter Optimus Maximus. "Jupiter alene er romernes konge", sagde Cæsar, som fik en entusiastisk respons fra folkemængden. På det tidspunkt troede mange, at Cæsars afvisning af diademet var en måde for ham at se, om der var støtte nok til, at han kunne blive konge, og foragtede ham for det.
I henhold til Sveton skete Cæsars attentat i sidste ende primært på grund af bekymringer om, at han ønskede at krone sig selv til konge af Rom. Disse bekymringer blev forværret af de "tre sidste strå" i 45 og 44 f.Kr. På få måneder havde Cæsar ikke respekteret Senatet, fjernet Folketribunerne og leget med monarki. I februar var den sammensværgelse, der ville ende med at myrde ham, ved at blive født.

## Sammensværgelsen
Sammensværgelsen om at myrde Julius Cæsar begyndte med et møde mellem Cassius Longinus og hans svoger Marcus Brutus om aftenen den 22. februar 44. f.Kr., da de to efter nogen diskussion blev enige om, at der måtte gøres noget for at forhindre Cæsar i at blive konge.
De to mænd begyndte derefter at rekruttere andre. Mens det kun tog én mand at myrde en anden, mente Brutus, at for at mordet på Cæsar kunne betragtes som en legitim fjernelse af en tyran, som var udført for deres lands skyld, måtte et stort antal af Roms førende mænd være bag mordet. De forsøgte at finde en balance: de havde til formål at rekruttere nok mænd til at omringe Cæsar og bekæmpe hans tilhængere, men ikke så mange, at de ville risikere at blive opdaget. De foretrak venner frem for bekendte og rekrutterede hverken hensynsløse unge eller svage ældre. De rekrutterede derfor senatorer i en alder af fyrre, ligesom dem selv. Mændene vurderede hver potentiel rekrut ud fra, hvad der virkede som, uskyldige spørgsmål. De gamle kilder rapporterer, at i sidste ende sluttede omkring tres til firs sammensvorne sig til plottet, selvom sidstnævnte tal kan være en skrivefejl.
Bemærkelsesværdige sammensvorne omfattede Pacuvius Labeo, som svarede bekræftende den 2. marts, da Brutus spurgte ham, om det var klogt for en mand at bringe sig selv i fare, hvis det betød at overvinde onde eller tåbelige mænd; Decimus Brutus, der tiltrådte den 7. marts efter at være blevet kontaktet af Labeo og Cassius; Gajus Trebonius, Tillius Cimber, Minucius Basilus og brødrene Casca (Publius og en anden, hvis navn er ukendt), alle mænd fra Cæsars egne rækker; og Pontius Aquila, som var blevet personligt ydmyget af Cæsar. Ifølge Nikolaos fra Damaskus (en historiker, der leverede fra 64 f.Kr. til 4 e.Kr.) inkluderede de sammensvorne Cæsars soldater, officerer og civile medarbejdere, og selvom nogle sluttede sig til sammensværgelsen på grund af bekymring over Cæsars autoritarisme, havde mange egne motiver såsom jalousi: følelsen af, at Cæsar ikke havde belønnet dem nok eller at han havde givet for mange penge til Pompejus' tidligere støtter. De sammensvorne mødtes ikke åbent, men samledes i stedet hemmeligt i hinandens hjem og i små grupper for at udarbejde en plan.
Først diskuterede de sammensvorne tilføjelsen af to andre mænd til sammensværgelsen. Cicero, den berømte taler, blev betroet af både Cassius og Brutus, og havde ikke gjort det til nogen hemmelighed, at han anså Cæsars styre for undertrykkende. Han havde også stor popularitet blandt almindelige mennesker og et stort netværk af venner, som ville være med til at tiltrække andre til at slutte sig til deres sag. Imidlertid anså de sammensvorne Cicero for at være for forsigtig; på det tidspunkt var Cicero over tres, og de sammensvorne mente, at han ville være for tilbøjelig til at sætte sikkerhed over fart, når han planlagde attentatet. Dernæst overvejede de sammensvorne Marcus Antonius, på niogtredive år og en af Cæsars bedste generaler. De sammensvorne var enige om at forsøge at rekruttere ham, indtil Gajus Trebonius talte. Han afslørede, at han personligt havde henvendt sig til Antonius sommeren før og bedt ham om at deltage i en anden sammensværgelse for at afslutte Cæsars liv, og Antonius havde afvist ham. Denne afvisning af den gamle sammensværgelse fik de sammensvorne til at beslutte sig for ikke at rekruttere Antonius.
Nu fandt en ny idé imidlertid sted. Antonius var stærk på grund af sin fortrolighed med soldaterne og magtfuld på grund af sit konsulskab. Hvis Antonius ikke skulle slutte sig til dem, så skulle de også myrde Antonius. I sidste ende blev denne idé udvidet og endte med at delle de sammensvorne i to fraktioner. Optimaterne, de "bedste mænd" i Rom, blandt de sammensvorne ønskede at gå tilbage til den måde, tingene var før Cæsar. Dette ville indebære at dræbe både Cæsar og alle mændene omkring ham – inklusive Antonius – og afskaffe alle Cæsars reformer. De tidligere tilhængere af Cæsar blandt de sammensvorne var ikke enige i dette. De kunne lide Cæsars reformer og ønskede ikke en udrensning af Cæsars tilhængere. Men selv de blev enige om at dræbe Antonius.
Brutus var uenig i begge. Han argumenterede for, at dét at dræbe Cæsar og ikke gøre andet var den mulighed, som de skulle vælge. De sammensvorne hævdede at handle baseret på principperne om lov og retfærdighed, påpegede han, og det ville være uretfærdigt at dræbe Antonius. Mens mordet på Cæsar ville blive betragtet som et drab på en tyran, ville drabet på Cæsars tilhængere kun blive set som en politisk udrensning og som arbejdet fra Pompejus tidligere tilhængere. Ved at holde Cæsars reformer intakte ville de både beholde støtten fra det romerske folk, som Brutus mente var imod Cæsar (da de betragtede ham som en konge), og støtten fra Cæsars soldater og andre støtter. Hans argument overbeviste de andre sammensvorne. De begyndte herefter at planlægge Cæsars mord.
De sammensvorne troede, at hvordan og hvor de myrdede Cæsar ville gøre en forskel. Et bagholdsangreb i et afsides område ville have en anden indvirkning på den offentlige mening end et attentat i hjertet af Rom. De sammensvorne kom op med flere idéer til mordet. De overvejede et angreb på Cæsar, mens han gik på Via Sacra, den "hellige gade". En anden idé var at vente med at angribe ham til når der skulle vælges nye konsuler. De sammensvorne ville vente på, at Cæsar begyndte at krydse den bro, som alle vælgere skulle krydsede som en del af valgprocedurerne, og derefter vælte ham over gelænderet og ned i vandet. Der ville være sammensvorne, der ventede i vandet på Cæsar, med dolke trukket. En anden plan var at angribe i forbindelse med en gladiatorkamp, hvilket havde den fordel, at ingen ville være mistænkelige overfor bevæbnede mænd.
Endelig var der nogen, der kom med idéen om at myrde Cæsar på et af senatsmøderne. Alle andre planer havde én ulempe: Mens Cæsar ikke havde nogen officielle livvagter, bad han sine venner om at beskytte ham offentligt. De fleste af disse venner var imponerende og så farlige ud, og de sammensvorne var bange for, at de ville blande sig i attentatet. Det ville i denne forbindelse ikke være et problem, hvis mordet sket på et senatsmøde, da kun senatorer var tilladt i Senatets Hus. Nogle sagde også, at mordet på en tyran i Senatet ikke ville blive betragtet som et politisk plot, men som en ædel handling, udført på vegne af deres land. De sammensvorne besluttede i sidste ende, at dette skulle være planen. Cæsar ville forlade byen den 18. marts for at indlede en militær kampagne mod geterene og partherne. Det sidste senatsmøde før den dato var den 15. marts, Idus Martiae, og derfor valgte de sammensvorne denne dag for attentatet.
I dagene op til Idus Martiae var Cæsar ikke helt uvidende om, hvad der var ved at blive planlagt. I henhold til den antikke historiker Plutarch havde en en advaret Cæsar om, at hans liv ville være i fare så sent som Idus Martiae. Sveton identificerer denne person som en haruspex ved navn Spurinna. Derudover overværede Cæsar den 1. marts Cassius tale med Brutus i senatshuset og sagde til en medhjælper: "Hvad tror du, Cassius har gang i? Jeg kan ikke lide ham, han ser bleg ud."
To dage før attentatet mødtes Cassius med de sammensvorne og fortalte dem, at skulle nogen opdage planen, skulle de vende deres knive mod dem selv.

### Idus Martiae
På Idus Martiae (den 15. dag i marst) i år 44 f.Kr. mødtes de sammensvorne og ikke-sammensvorne senatorer til et senatsmøde, som på daværende tidspunkt foregik i Pompejus' teater (i Pompejus' curia). Normalt ville senatorerne have mødtes på Forum Romanum, men Cæsar havde finansieret en genopbygning af Forummet, hvorfor senatorerne måtte mødes andre steder i Rom – i dette tilfælde i Pompejus' teater. Der var gladiatorlege i gang på teatret, og Decimus Brutus, som ejede nogle gladiatorer, stationerede disse i Pompejus' teatersporticus. Gladiatorerne kunne være nyttige for de sammensvorne: i tilfælde af, at der udbrød en kamp for at beskytte Cæsar, kunne gladiatorerne gribe ind, ligesom gladiatorerne kunne beskytte de sammensvorne, hvis Cæsar blev dræbt; og da det var umuligt at komme ind i Senatets Hus uden at gå gennem porticus, kunne gladiatorerne spærre indgangen til begge, hvis det var nødvendigt.
Senatorerne ventede på Cæsars ankomst, men han kom ikke. Årsagen til dette var, at Calpurnia (Cæsars kone) tidligt samme morgen var blevet vækket fra et mareridt. Hun havde drømt, at hun holdt en myrdet Cæsar i sine arme og sørgede over ham. En anden version og gengivelse af Calpurnias drøm siger, at den forreste del af deres hus var kollapset, og at Cæsar var død; endnu en version siger, at hun så Cæsars krop, som strømmede med blod. Calpurnia havde uden tvivl hørt Spurinnas advarsler om stor fare for Cæsars liv, hvilket hjælper med at forklare hendes visioner. Omkring klokken 5 om morgenen, bad Calpurnia Cæsar om ikke at gå til senatsmødet den dag. Efter nogen tøven indvilligede Cæsar. Selvom han ikke var overtroisk, vidste han, at Spurinna og Calpurnia var involveret i romersk politik, og besluttede at være forsigtig. Cæsar sendte Marcus Antonius for at afskedige Senatet. Da de sammensvorne hørte om denne afskedigelse, gik Decimus til Cæsars hjem for at prøve at overtale ham til at komme til senatsmødet. "Hvad siger du, Cæsar?", sagde Decimus, "Vil nogen af din statur være opmærksom på en kvindes drømme og tåbelige mænds varsler?". Cæsar besluttede til sidst at gå.
Cæsar gik derefter til senathuset, da han fik øje på Spurinna. "Jamen, Idus Martiae er kommet!" råbte Cæsar legende. "Ja, Idus er kommet," sagde Spurinna, "men de er endnu ikke væk." Marcus Antonius begyndte at gå ind med Cæsar, men blev opsnappet af en af plotterne (enten Trebonius eller Decimus Brutus) og blev derfor tilbageholdt udenfor. Han blev der indtil efter attentatet, hvorefter han flygtede.
I henhold til Plutarch, da Cæsar tog sin plads, præsenterede Lucius Tillius Cimber ham med en anmodning om at tilbagekalde sin forviste bror. De andre sammensvorne stimlede sammen for at tilbyde deres støt. Både Plutarch og Sveton siger, at Cæsar vinkede ham væk, men Cimber tog fat i Cæsars skuldre og trak Cæsars toga ned. Cæsar råbte så til Cimber: "Hvorfor, det er vold!" ("Ista quidem vis est!"). Samtidig frembragte Casca sin dolk og kastede et blik på diktatorens hals. Cæsar vendte sig hurtigt om og greb Casca i armen. Ifølge Plutarch sagde han på latin: "Casca, din skurk, hvad laver du?" Forskrækket råbte Casca samtidigt "Bror! Hjælp mig!" (oldgræsk: ἀδελφέ, βοήθει , transskription: adelphe, boethei). Selvom Cæsar var i stand til voldsomt at smide Casca væk, stak Gaius Servilius Casca ham i siden. I løbet af få øjeblikke blev Cæsar angrebet fra alle retninger, hvor Cassius skar Cæsars ansigt, Bucilianus stak ham i ryggen og Decimus skar ham i hans lår. Cæsar forsøgte at kæmpe tilbage, men snublede og faldt; mændene blev ved med at stikke ham, mens han lå forsvarsløs på forhallens nederste trin. Cæsar blev stukket 23 gange. Sveton fortæller, at en læge, der udførte en obduktion af Cæsar, konstaterede, at kun et sår (det andet på hans ribben) havde været dødeligt. Denne obduktionsrapport (den tidligste kendte obduktionsrapport i historien) beskriver, at Cæsars død hovedsageligt skyldtes blodtab fra hans knivstik.
Cæsar blev dræbt ved bunden af Pompejus Curia i Pompejus' teater.
Cæsars sidste ord er et omstridt emne blandt forskere og historikere. Sveton siger selv, at han intet sagde, ikke desto mindre nævner han, at andre har skrevet, at Cæsars sidste ord var den græske sætning "καὶ σύ, τέκνον;" (translittereret som " Kai su, teknon? ": "Du også, barn?"). Plutarch sagde også, at Cæsar ikke sagde noget og trak sin toga over hovedet, da han så Brutus blandt de sammensvorne. I henhold til Plutarch trådte Brutus efter mordet frem, som hvis han ønskede at sige noget til de senatorer, der ikke havde været involveret i plottet; men disse flygtede imidlertid bygningen. Brutus og hans ledsagere marcherede derefter gennem byen og meddelte: "Roms folk, vi er igen fri!" De blev mødt med tavshed, da borgerne i Rom havde lukket sig inde i deres huse, så snart rygterne om, hvad der var sket, begyndte at spredes. I henhold til Sveton flygtede alle de sammensvorne efter mordet; Cæsars krop lå urørt et stykke tid bagefter, indtil tre slaver til sidst lagde ham på et kuld og bar ham hjem, med den ene arm hængende ned.

## Efterspil
En voksstatue af Cæsar blev opstillet på Forum, der viste de 23 knivstik. En folkemængde, der havde samlet sig dér, udtrykte deres vrede over de sammensvorne ved at brænde Senatshuset. To dage efter mordet tilkaldte Marcus Antonius Senatet og formåede at udarbejde en kompromisløsning, hvor de sammensvorne ikke ville blive straffet for deres handlinger, men alle Cæsars udnævnelser ville forblive gyldige. Ved at gøre dette håbede Antonius sandsynligvis at undgå store konflikter med hensyn til regeringsdannelsen som følge af Cæsars død. Samtidig mindskede Antonius de sammensvorne endelige mål. Et – set fra de sammensvorne synspunkt – uforudset resultat af Cæsars død var, at det resulterede i den romerske republiks fald. De lavere klasse i det romerske samfund (plebejer), som Cæsar var populær blandt, blev rasende over, at en lille gruppe aristokrater havde ofret Cæsar. Antonius udnyttede sorgen fra den romerske folkemængde og truede med at slippe dem løs på Optimaterne – måske med den hensigt selv at tage kontrol over Rom. Men til sin overraskelse og ærgrelse havde Cæsar udnævnt sin grandnevø Gaius Octavius til sin eneste arving og testamenteret ham det enormt magtfulde Cæsar-navn samt gjort ham til en af de rigeste borgere i republikken. Efter at have hørt om sin adoptivfars død, opgav Octavius sine studier i Apollonia og sejlede over Adriaterhavet til Brundisium. Octavius blev derefter kendt som Gaius Julius Cæsar Octavianus eller Octavianus – søn af den store Cæsar – og arvede følgelig også loyaliteten fra en stor del af den romerske befolkning. Octavian, der kun var 18 år på tidspunktet for Cæsars død, viste sig at have betydelige politiske evner og færdigheder, og mens Antonius bekrigede Decimus Brutus i den første runde af de nye borgerkrige, konsoliderede Octavian sin skrøbelige position. Antonius betragtede ikke indledningsvis Octavius som en reel politisk trussel på grund af sin unge alder og manglende erfaring, men Octavius fik hurtigt støtte og beundring fra Cæsars venner og støtter.
I sine bestræbelser på at bekæmpe Brutus og Cassius, som havde samlet en enorm hær i Grækenland, havde Antonius brug for soldater, pengene fra Cæsars krigskister og den legitimitet, som Cæsars navn ville give enhver handling. Med vedtagelsen af Lex Titia den 27. november 43 f.Kr., blev det Andet Triumvirat officielt dannet (det omfattede Antonius, Octavian og Cæsars tidligere Magister equitum Lepidus. Det guddommeliggjorde officielt Cæsar som Divus Iulius i 42 f.Kr., og Cæsar Octavian blev herefter kaldt Divi filius ("Søn af den Guddommelige"). Da man havde set, at Cæsars mildhed havde resulteret i hans mord, genindførte det Andet Triumvirat proskription, som ellers var blevet opgivet under Sulla. Det resulterede i (lovligt) sanktionerede mord på et stort antal modstandere, hvilket var med til at finansiere femogfyrre legioner i den anden borgerkrig mod Brutus og Cassius. Antonius og Octavian besejrede dem ved Filippi.
Det Andet Triumvirat var i sidste ende ustabilt og kunne ikke modstå interne misundelser og ambitioner. Antonius afskyede Octavian og tilbragte det meste af sin tid i østen, mens Lepidus favoriserede Antonius – men følte sig overset og forbigået af begge sine kolleger. Efter det sicilianske oprør, ledet af Sextus Pompejus, udbrød der en tvist mellem Lepidus og Octavian om tildelingen af jord. Octavian anklagede Lepidus for at tilrane sig magt på Sicilien og for forsøg på at starte et oprør. I 36 f.Kr blev Lepidus tvunget i eksil i Circeii (det moderne San Felice Circeo) og frataget alle sine embeder undtagen Pontifex Maximus. Hans tidligere provinser blev tildelt Octavian. Antonius giftede sig i mellemtiden med Cæsars elsker, Cleopatra, og havde til hensigt at bruge Egyptens store rigdomme som base for at dominere Rom. En tredje borgerkrig brød efterfølgende ud mellem Octavian på den ene side og Antonius og Cleopatra på den anden side. Denne sidste borgerkrig kulminerede med sidstnævntes nederlag ved Actium i 31 f.Kr.; Octavians styrker ville herefter jage Antonius og Cleopatra til Alexandria, hvor de begge ville begå selvmord i 30. f.Kr. Med Antonius' fuldstændige nederlag og marginaliseringen af Lepidus blev Octavian tildelt navnet "Augustus" (et navn der løftede ham til guddommelig status) i 27. f.Kr., og forblev som den romerske verdens eneste hersker og fortsatte med at etablere Principatet som den første romerske "kejser".

## Liste over konspiratorer
Ud af alle sammensvorne er kun omkring tyve navne kendt. De mest kendte medlemmer af sammensværgelsen er (ledere er fremhævet med fed skrift):
- Marcus Junius Brutus, tidligere Pompejus-støtter,[79] den femte og sidste af snigmorderne til at såre Cæsar (i lysken)
- Gajus Cassius Longinus, tidligere Pompejus-støtter,[79] den anden snigmorder til at overfalde Cæsar (i ansigtet)
- Decimus Junius Brutus Albinus, tidligere Cæsar-støtter,[80] den fjerde snigmorder til at såre Cæsar (et stik i låret)
- Gajus Trebonius, tidligere Cæsar-støtter,[80] deltog ikke i angrebet; holdt Marcus Antonius beskæftiget uden for Pompejus' Teater, mens Cæsar blev myrdet.[81]
- Lucius Tillius Cimber, tidligere Cæsar-støtter,[80] den ansvarlige for at iscenesætte angrebet
- Publius Servilius Casca Longus, tidligere Cæsar-støtter,[80] den ansvarlige for det første stik (til Cæsars skulder)
- Servius Sulpicius Galba, tidligere Cæsar-støtter[80]
- Servilius Casca, tidligere Cæsar-støtter,[80] bror til Publius Casca, den tredje snigmorder, der slog Cæsar, og den eneste af snigmorder , der påførte Cæsar et dødeligt sår (et stik mellem ribbenene)
- Pontius Aquila, tidligere Pompejus-støtter[79]
- Quintus Ligarius, tidligere Pompejus-støtter[79]
- Lucius Minucius Basilus, tidligere Cæsar-støtter[80]
- Gaius Cassius Parmensis[82]
- Caecilius, tidligere Pompejus-støtter[79]
- Bucilianus, tidligere Pompejus-støtter, bror til Caecilius[79]
- Rubrius Ruga, tidligere Pompejus-støtter[79]
- Marcus Spurius, tidligere Pompejus-støtter[79]
- Publius Sextius Naso, tidligere Pompejus-støtter[79]
- Petronius[82]
- Publius Turullius[82]
- Pacuvius Labeo[82]

Marcus Tullius Cicero var ikke medlem af sammensværgelsen og blev overrasket over den. Han skrev senere til én af medlemmerne af sammensværgelsen, Trebonius, at han ville ønske, at han var blevet "inviteret til den fantastiske banket" og mente, at de sammensvorne også skulle have dræbt Marcus Antonius.

## Galleri
- Cæsars død af Victor Honoré Janssens, ca. 1690'erne
- Efterdønning af angrebet med Cæsars krop forladt i forgrunden, La Mort de César af Jean-Léon Gérôme, ca. 1859–1867
- Mordet på Cæsar af Karl von Piloty, 1865,Niedersachsens Statsmuseum
- Mordet på Julius Cæsar af William Holmes Sullivan, ca. 1888, Royal Shakespeare Theatre
- Marcus Antonius med Cæsars døde krop, malet af Bela Čikoš Sesija før 1920